# Lance Barber
Lance Barber (Battle Creek, Míchigan, 29 de junio de 1973) es un actor estadounidense, conocido por interpretar a George Cooper, Sr. en la comedia de situación de CBS Young Sheldon (2017-2024), así como a Bill Ponderosa en el programa de FX It's Always Sunny in Philadelphia.

## Primeros años
Barber nació y se crio en Battle Creek, Michigan y desarrolló un interés en la actuación a la edad de siete años, después de ver una actuación de Grease en el Barn Theatre. Actuó en Pennfield High School, donde se graduó en 1991, y actuó en producciones escolares de Kellogg Community College mientras obtenía su título de asociado.

## Carrera
Después de un año en el Barn Theatre, junto a Jennifer Garner, Barber se mudó a Chicago y pasó cinco años trabajando en la compañía de comedia de improvisación The Second City. Luego se mudó a Los Ángeles y tuvo su primer papel televisivo en On the Spot, un programa de sketches de improvisación que duró cinco episodios en The WB en 2003. Él atribuye su gran avance a la serie de HBO de 2005 The Comeback con Lisa Kudrow, en la que interpretó a Paulie G., un escritor de televisión. En 2010, consiguió el papel recurrente de Bill Ponderosa en It's Always Sunny in Philadelphia de FX. Repitió su papel de Paulie G. cuando HBO trajo The Comeback en 2014. También protagonizó episodios de How I Met Your Mother, Gilmore Girls, Californication, Monk, El mentalista y Grey's Anatomy.
Barber interpretó a Jimmy Speckerman, quien intimidaba a Leonard Hofstadter en la escuela secundaria, en un episodio de The Big Bang Theory. Fue elegido como George Cooper Sr., padre de Sheldon Cooper, en la serie derivada El joven Sheldon que se estrenó en 2017, y mencionó en una entrevista que algunos fanáticos estaban confundidos por sus diferentes roles en las dos series relacionadas. Barber también interpretó a Cooper en "The VCR Illumination", un episodio de 2018 de la duodécima temporada del programa principal; el personaje falleció en la serie pero aparece en una cinta de video que Sheldon mira inesperadamente.

## Vida personal
Barber vive en Los Ángeles con su esposa Aliza, que es chef, y sus dos hijos pequeños.

## Filmografía

### Películas[5][6]
| Año  | Título                         | Papel                 | Notas         |
| ---- | ------------------------------ | --------------------- | ------------- |
| 2023 | Fool's Paradise                | Side Kick             |               |
| 2019 | Raunch and Roll                | Crash                 |               |
| 2017 | Never Seen You Shine So Bright | Neil                  | Cortometraje  |
| 2013 | Gangster Squad                 | Comanche              |               |
| 2010 | Dead Cat                       | –                     | Cortometraje  |
| 2010 | Penny                          | Frank                 | Cortometraje  |
| 2008 | Shades of Ray                  | Cantante de Karaoke   |               |
| 2008 | Leatherheads                   | Toledo Referee        |               |
| 2006 | For Your Consideration         | Dinkie                |               |
| 2006 | Breakdown                      | Logan Conner          | Cortometraje  |
| 2006 | The Lather Effect              | Paul Helling          |               |
| 2005 | The Godfather of Green Bay     | Kenny Caruso          |               |
| 2005 | The Poet of Canis              | El Poeta              | Cortometraje  |
| 2004 | Bad Meat                       | Buddy                 |               |
| 2003 | Patching Cabbage               | Ryan                  | Cortometraje  |
| 2002 | Like Mike                      | Director en comercial | Sin acreditar |
| 2002 | Tenfold                        | Dunken Boy            |               |

### Televisión[5][6]
| Año             | Título                            | Papel                                | Notas                                                                                           |
| --------------- | --------------------------------- | ------------------------------------ | ----------------------------------------------------------------------------------------------- |
| 2025            | Georgie & Mandy's First Marriage  | George Cooper Sr.                    | Serie de televisión (episodio: Typhoid Georgie)                                                 |
| 2017-2024       | El joven Sheldon                  | George Cooper Sr.                    | Serie de televisión (83 episodios)                                                              |
| 2011, 2018      | The Big Bang Theory               | George Cooper Sr. / Jimmy Speckerman | Serie de televisión (2 episodios)                                                               |
| 2010; 2012–2018 | It's Always Sunny in Philadelphia | Bill Ponderosa                       | Serie de televisión (11 episodios)                                                              |
| 2017            | All Hail King Julien              | Bruce                                | Serie de televisión (episodio: One More Cup, Part 2)                                            |
| 2016–2017       | Black-ish                         | Dr. Gabler                           | Serie de televisión (2 episodios: Good Dre Hunting y Nothing But Nepotism)                      |
| 2016            | Brooklyn Nine-Nine                | Patrick                              | Serie de televisión (episodio: Captain Latvia)                                                  |
| 2014–2016       | Faking It                         | Lucas / Karma's Dad                  | Serie de televisión (8 episodios)                                                               |
| 2015            | Dr. Ken                           | Phil Stockton                        | Serie de televisión (episodio: The Master Scheduler)                                            |
| 2014            | Masters of Sex                    | Larry                                | Serie de televisión (episodio: One for the Money, Two for the Show)                             |
| 2014            | Garfunkel and Oates               | Drew                                 | Serie de televisión (episodio: Speechless)                                                      |
| 2014            | Hot in Cleveland                  | Tyler                                | Serie de televisión (episodio: Straight Outta Cleveland)                                        |
| 2014            | Bob's Burgers                     | Justgrillin'                         | Serie de televisión (episodio: Uncle Teddy)                                                     |
| 2014            | We Got Next                       | Jay                                  | Película de televisión                                                                          |
| 2013            | Timms Valley                      | –                                    | Serie de televisión (episodio: 2nd Executive)                                                   |
| 2013            | The Crazy Ones                    | Clyde                                | Serie de televisión (episodio: Models Love Magic)                                               |
| 2013            | Franklin & Bash                   | Teddy Lazlow                         | Serie de televisión (episodio: Control)                                                         |
| 2013            | Whitney                           | Nate                                 | Serie de televisión (episodio: Sorry!)                                                          |
| 2012            | Baby Daddy                        | Tommy                                | Serie de televisión (episodio: The Daddy Whisperer)                                             |
| 2012            | The Soul Man                      | Mr. Richardson                       | Serie de televisión (episodio: Pastor Interference)                                             |
| 2012            | How I Met Your Mother             | Guardia #1                           | Serie de televisión (episodio: The Magician's Code: Part 2)                                     |
| 2012            | Key and Peele                     | Policía                              | Serie de televisión (episodio #1.2 (2012)                                                       |
| 2011            | Harry's Law                       | David Kerwin                         | Serie de televisión (episodio: Purple Hearts)                                                   |
| 2010            | Justified                         | Frank                                | Serie de televisión (episodio: Long in the Tooth)                                               |
| 2010            | United States of Tara             | Sully                                | Serie de televisión (2 episodios: The Truth Hurts y Trouble Junction)                           |
| 2010            | Grey's Anatomy                    | Phil                                 | Serie de televisión (episodio: Suicide Is Painless)                                             |
| 2010            | Men of a Certain Age              | Hardware Store Manager               | Serie de televisión (episodio: Father's Fraternity)                                             |
| 2009            | Single White Millionaire          | Seth Mortin                          | Película de televisión                                                                          |
| 2009            | CSI: Miami                        | Al Wayons                            | Serie de televisión (episodio: Bad Seed)                                                        |
| 2009            | Monk                              | Bill the Deliveryman                 | Serie de televisión (episodio: Mr. Monk Is Someone Else)                                        |
| 2008            | El mentalista                     | Daniel Cardeira                      | Serie de televisión (episodio: Red-Handed)                                                      |
| 2008            | The Middleman                     | Johnny John                          | Serie de televisión (episodio: The Cursed Tuba Contingency)                                     |
| 2007            | The Hill                          | Eric                                 | Película de televisión                                                                          |
| 2007            | Californication                   | Nick Lowry                           | Serie de televisión (3 episodios)                                                               |
| 2007            | Insatiable                        | Jerry Marinelli                      | Serie de televisión (episodio: Pilot)                                                           |
| 2006            | Thick and Thin                    | Kevin                                | Serie de televisión (episodio: Mary Moves On)                                                   |
| 2006            | Untitled Patricia Heaton Project  | Pete                                 | Película de televisión                                                                          |
| 2001–2006       | Gilmore Girls                     | Hugo Gray / the Man at Inn           | Serie de televisión (2 episodios: Introducing Lorelai Planetarium y Like Mother, Like Daughter) |
| 2005, 2014      | The Comeback                      | Paulie G.                            | Serie de televisión (21 episodios)                                                              |
| 2005            | Joey                              | Steve                                | Serie de televisión (episodio: Joey and the High School Friend)                                 |
| 2004            | Come to Papa                      | Phillip                              | Serie de televisión (episodio: The Crush)                                                       |
| 2004            | Faking the Video                  | Billy the Fake Director              | Serie de televisión                                                                             |
| 2004            | Yes, Dear                         | Man                                  | Serie de televisión (episodio: Who Done It?)                                                    |
| 2003            | On the Spot                       | Ensemble Player                      | Serie de televisión (5 episodios)                                                               |
| 2002            | What I Like About You             | Phone Guy                            | Serie de televisión (episodio: Spa Day)                                                         |
| 2001            | ER                                | Howard Norden                        | Serie de televisión (episodio: Start All Over Again)                                            |